# Velká cena USA silničních motocyklů 2007
Velká cena USA se uskutečnila od 20.–22. července, 2007 na okruhu Mazda Raceway Laguna Seca.

## Moto GP
Týden po Velké ceně Německa se třída MotoGP přesunula na americký okruh Laguna Seca, kde poslední dva roky nevyhrál nikdo jiný než domácí favorit Nicky Hayden. Ten byl po úspěších v závodech v Nizozemsku a Německu nabuzen na úspěch i v Laguna Seca.Velkou podporu tu měl i Colin Edwards.
Potvrdila se zpráva o pořádání Velké ceny Indianapolisu od roku 2008. Okruh ztratil formuli 1 a přivítal MotoGP. První závod ve staré cihelně byl určen na 14. září 2008.
Na divokou kartu startoval Roger Lee Hayden, nejmladší bratr Nickyho Haydena. Domácí závod absolvoval na třetím motocyklu týmu kawasaki. Nebyl ale jedinou novou tváří v Laguna Seca. Místo zraněného Toniho Eliase nastoupil kanadský rodák a veterán amerických superbiků Miguel Duhamel.
Loris Capirossi se dohodl na přestupu do týmu Suzuki pro rok 2008. Nahradí tak, do Kawasaki odcházejícího, Johna Hopkinse.
V 1. volném tréninku se srazily motocykly Alexe Hofmanna a Sylvaina Guintoliho. Právě Němec to odnesl velmi špatně, a to zlomeninou ruky. V závodě ho nahradil Chaz Davies, pro něhož to byl debut v královské třídě. Alex Hofmann by se měl na motorku vrátit za 4 týdny v Brně.

## Kvalifikace
| *                                                   | *                                                 | *                                               |
| _______1_______ Casey Stoner Ducati1 1:22.292       |                                                   |                                                 |
|                                                     | _______2_______ Daniel Pedrosa Honda 1:22.501     |                                                 |
|                                                     |                                                   | _______3_______ Chris Vermeulen Suzuki 1:22.590 |
| _______4_______ Nicky Hayden Honda 1:22.624         |                                                   |                                                 |
|                                                     | _______5_______ Valentino Rossi Yamaha 1:22.683   |                                                 |
|                                                     |                                                   | _______6_______ Loris Capirossi Ducati 1:22.914 |
| _______7_______ John Hopkins Suzuki 1:22.933        |                                                   |                                                 |
|                                                     | _______8_______ Colin Edwards Yamaha 1:22.943     |                                                 |
|                                                     |                                                   | _______9_______ Shinya Nakano Honda 1:23.006    |
| _______10_______ Marco Melandri Honda 1:23.018      |                                                   |                                                 |
|                                                     | _______11_______ Makoto Tamada Yamaha 1:23.036    |                                                 |
|                                                     |                                                   | _______12_______ Anthony West Kawasaki 1:23.091 |
| _______13_______ Randy de Puniet Kawasaki 1:23.113  |                                                   |                                                 |
|                                                     | _______14_______ Sylvain Guintoli Yamaha 1:23.207 |                                                 |
|                                                     |                                                   | _______15_______ Carlos Checa Honda 1:23.263    |
| _______16_______ Roger Lee Hayden Kawasaki 1:23.425 |                                                   |                                                 |
|                                                     | _______17_______ Alex Barros Ducati 1:23.557      |                                                 |
|                                                     |                                                   | _______18_______ Kurtis Roberts KR212V 1:23.662 |
| _______19_______ Miguel Duhamel Honda 1:23.923      |                                                   |                                                 |
|                                                     | _______20_______ Chaz Davies Ducati 1:24.098      |                                                 |
| --------------------------------------------------- | ------------------------------------------------- | ----------------------------------------------- |

## Závod
| Pos | #  | Jezdec           | Stroj    | Kola | Čas       | Rošt | Body |
| --- | -- | ---------------- | -------- | ---- | --------- | ---- | ---- |
| 1   | 27 | Casey Stoner     | Ducati   | 32   | 44:20.325 | 1    | 25   |
| 2   | 71 | Chris Vermeulen  | Suzuki   | 32   | +9.865    | 3    | 20   |
| 3   | 33 | Marco Melandri   | Honda    | 32   | +25.641   | 10   | 16   |
| 4   | 46 | Valentino Rossi  | Yamaha   | 32   | +30.664   | 5    | 13   |
| 5   | 26 | Daniel Pedrosa   | Honda    | 32   | +35.622   | 2    | 11   |
| 6   | 14 | Randy de Puniet  | Kawasaki | 32   | +38.306   | 13   | 10   |
| 7   | 13 | Anthony West     | Kawasaki | 32   | +41.422   | 12   | 9    |
| 8   | 6  | Makoto Tamada    | Yamaha   | 32   | +42.355   | 11   | 8    |
| 9   | 4  | Alex Barros      | Ducati   | 32   | +43.520   | 17   | 7    |
| 10  | 95 | Roger Lee Hayden | Kawasaki | 32   | +43.720   | 16   | 6    |
| 11  | 5  | Colin Edwards    | Yamaha   | 32   | +47.376   | 8    | 5    |
| 12  | 56 | Shinya Nakano    | Honda    | 32   | +52.848   | 9    | 4    |
| 13  | 50 | Sylvain Guintoli | Yamaha   | 32   | +58.410   | 14   | 3    |
| 14  | 7  | Carlos Checa     | Honda    | 32   | +1:15.366 | 15   | 2    |
| 15  | 21 | John Hopkins     | Suzuki   | 30   | +2 kola   | 7    | 1    |
| 16  | 57 | Chaz Davies      | Ducati   | 29   | +3 kola   | 20   |      |
| Ret | 1  | Nicky Hayden     | Honda    | 22   | Porucha   | 4    |      |
| Ret | 17 | Miguel Duhamel   | Honda    | 10   | Porucha   | 19   |      |
| Ret | 80 | Kurtis Roberts   | KR212V   | 5    | Porucha   | 18   |      |
| Ret | 65 | Loris Capirossi  | Ducati   | 3    | Porucha   | 6    |      |

## Průběžná klasifikace jezdců a týmů
| Pos | #  | Jezdec          | Stroj  | Body |
| --- | -- | --------------- | ------ | ---- |
| 1   | 27 | Casey Stoner    | Ducati | 221  |
| 2   | 46 | Valentino Rossi | Yamaha | 177  |
| 3   | 26 | Daniel Pedrosa  | Honda  | 155  |
| 4   | 71 | Chris Vermeulen | Suzuki | 113  |
| 5   | 33 | Marco Melandri  | Honda  | 113  |
| 6   | 21 | John Hopkins    | Suzuki | 104  |
| 7   | 5  | Colin Edwards   | Yamaha | 93   |
| 8   | 65 | Loris Capirossi | Ducati | 77   |
| 9   | 4  | Alex Barros     | Ducati | 76   |
| 10  | 1  | Nicky Hayden    | Honda  | 73   |

| Pos | Tým                  | Továrna  | Body |
| --- | -------------------- | -------- | ---- |
| 1   | Ducati Marlboro Team | Ducati   | 298  |
| 2   | Fiat Yamaha Team     | Yamaha   | 263  |
| 3   | Repsol Honda Team    | Honda    | 228  |
| 4   | Rizla Suzuki MotoGP  | Suzuki   | 217  |
| 5   | Honda Gresini        | Honda    | 168  |
| 6   | Pramac D´Antin       | Ducati   | 136  |
| 7   | Kawasaki Racing Team | Kawasaki | 94   |
| 8   | Dunlop Yamaha Tech 3 | Yamaha   | 52   |
| 9   | Honda LCR            | Honda    | 29   |
| 10  | Konica Minolta Honda | Honda    | 29   |
| 11  | Team Roberts         | KR212V   | 12   |

| Pos | Továrna  | Body |
| --- | -------- | ---- |
| 1   | Ducati   | 233  |
| 2   | Yamaha   | 197  |
| 3   | Honda    | 190  |
| 4   | Suzuki   | 151  |
| 5   | Kawasaki | 74   |
| 6   | KR212V   | 12   |